# Mohamed Khadem Khorasani
Mohamed Khadem Khorasani Azgadhi (pers. محمد خادم خراسانی ازغدى; ur. 7 września 1935 w Meszhedzie, zm. 24 listopada 2020 w Teheranie) – irański zapaśnik walczący w stylu wolnym. Olimpijczyk z Rzymu 1960, gdzie zajął ósme miejsce w kategorii 62 kg.
Srebrny medalista mistrzostw świata w 1962 roku.